# Кооптах
«Кооптах» — всеукраїнське кооперативне товариство зі збуту й експорту продукції птахівництва. Мало також за мету розвивати племінне птахівництво в УСРР. Засноване 13 серпня 1924 року «Сільським господарем», Вукоопспілкою й Харківською спілкою сільськогосподарських товариств. Організаційно підпорядковувалося «Сільському господарю», виконувало його доручення і завдання. Об'єднувало 18 спілок і 24 товариства. Правління містилося в Харкові. Мало представництва в Москві та Ленінграді. Через «Коопукр» збувало продукцію у Берліні (Німеччина) та Лондоні. Перший з'їзд уповноважених «Кооптаха» відбувся 30—31 січня 1926 року в Харкові: делегати обрали новий склад правління, внесли зміни до статуту та прийняли нових членів товариства.
Ліквідоване в січні 1931 року.